# Excidobates captivus
Excidobates captivus es una especie de anfibio anuro de la familia Dendrobatidae.

## Distribución geográfica
Esta especie es endémica de la región amazónica del Perú. Se encuentra entre los 177 y 213 m sobre el nivel del mar en el valle entre la Cordillera del Cóndor y los cerros de Campanquis.

## Descripción
Excidobates captivus mide de 12 a 16 mm.

## Publicación original
- Myers, 1982: Spotted poison frogs : descriptions of three new Dendrobates from western Amazonia and resurrection of a lost species from "Chiriqui". American Museum novitates, n.º 2721, p. 1-23[6]